# 豊錦規矩雄
豊錦 規矩雄（とよにしき きくお、1912年10月4日 - 没年不明）は、昭和時代の大相撲力士。井筒部屋→九重部屋→朝日山部屋所属。本名は上田 菊男（うえだ きくお）。最高位は東十両8枚目。得意技は突っ張り、右四つ、寄り。

## 経歴
大分県宇佐市出身。井筒部屋に入門し、1927年1月場所に初土俵を踏む。その後、同郷の大関・豊國福馬が独立した際に九重部屋に移籍した（その後朝日山部屋に移籍）。1934年1月場所に十両に昇進したが、2場所続けて負け越し、幕下に陥落。「祝洋」に改名後の1937年1月場所に廃業した。

## 主な成績
- 通算成績：32勝34敗11休  勝率.485
- 十両成績：9勝13敗  勝率.409
- 現役在位：9場所
- 十両在位：2場所

### 場所別成績
| 1927年 （昭和2年） | （前相撲）             | x | x                | x |
| 1928年 （昭和3年） | x                      | x | x                | x |
| 1929年 （昭和4年） | x                      | x | x                | x |
| 1930年 （昭和5年） | x                      | x | x                | x |
| 1931年 （昭和6年） | x                      | x | x                | x |
| 1932年 （昭和7年） | x                      | x | x                | x |
| 1933年 （昭和8年） | x                      | x | 幕下 –           | x |
| 1934年 （昭和9年） | 東十両8枚目 4–7        | x | 西十両13枚目 5–6 | x |
| 1935年 （昭和10年） | 東幕下4枚目 5–6        | x | 西幕下8枚目 6–5  | x |
| 1936年 （昭和11年） | 東幕下4枚目 5–6        | x | 西幕下9枚目 7–4  | x |
| 1937年 （昭和12年） | 東幕下筆頭 引退 0–0–11 | x | x                | x |
| 各欄の数字は、「勝ち-負け-休場」を示す。 優勝 引退 休場 十両 幕下 三賞：敢=敢闘賞、殊=殊勲賞、技=技能賞 その他：★=金星 番付階級：幕内 - 十両 - 幕下 - 三段目 - 序二段 - 序ノ口 幕内序列：横綱 - 大関 - 関脇 - 小結 - 前頭（「#数字」は各位内の序列） |                        |   |                  |   |

## 改名歴
- 宇佐錦（うさにしき）1927年1月場所 - 1933年1月場所
- 豊錦 菊太郎（とよにしき きくたろう）1933年5月場所 - 1934年1月場所
- 豊錦 規矩雄（とよにしき きくお）1934年5月場所 - 1935年1月場所
- 祝洋（いわいなだ）1935年5月場所 - 1937年1月場所